# 邬大为
邬大为（1933年—），浙江人，中国军人词曲作家，一级编剧。

## 生平
1933年生于浙江杭州，祖籍奉化县。1949年，加入中国人民解放军。加入东北文工团。朝鲜战争爆发后，前往战场前线。1958年，任哈尔滨军文化处干事。1973年夏，为电影《闪闪的红星》创作主题曲。2000年3月，离休。

## 代表作品
发表词曲作品800余篇，论文50余篇，并有约220件作品获得各类奖项。代表歌曲有：
- 《红星歌》
- 1980年：《在那桃花盛开的地方》[1]
- 《有一个美丽的村寨》
- 《北疆连着我的家》
- 《中国游泳队队歌》
- 《师长有床绿军被》
- 2011年：《辽南明珠 大连瑰宝》[5]